# Светлолобово (Иркутская область)
Светлолобово — село в Усть-Удинском районе Иркутской области. Административный центр Светлолобовского муниципального образования.

## География
Село находится на берегу реки Ангара, на расстоянии 43 км к северу от посёлка Усть-Уда, административного центра района.

## Население
| 2002 | 2010 | 2011 | 2012 |
| ---- | ---- | ---- | ---- |
| 693  | ↘598 | ↘595 | ↘585 |

## Инфраструктура
В селе функционируют средняя общеобразовательная школа, детский сад, дом культуры.